# Stream (azienda)
Stream S.p.A. è stata una società per azioni italiana. Ha operato in Italia nel settore televisivo fornendo, a pagamento, la piattaforma televisiva Stream TV.

## Storia
Stream viene fondata nel dicembre 1993 dalla STET, con un capitale sociale di 2 miliardi di lire. Fu fondata e guidata fin dalla sua nascita da Miro Allione, ex direttore generale della STET, che ne assunse il ruolo di presidente e amministratore delegato. Nel 1999, dopo le sue dimissioni, la presidenza passa a Marco Zedda e successivamente ad altre figure, fino alla fusione dell'azienda con Telepiù S.p.A. in Sky Italia S.r.l., avvenuta nel 2003.
Il progetto della STET è quello di costruire un'azienda per la fornitura di servizi multimediali e interattivi attraverso la nascente rete per telecomunicazioni in fibra ottica della SIP - Società Italiana per l'Esercizio delle Telecomunicazioni, l'ex monopolista telefonico italiano, nota con il nome di progetto SOCRATE.
Il 26 settembre 1992 il consiglio di amministrazione dell'IRI approva il Piano di riassetto delle telecomunicazioni, nel quadro delle disposizioni contenute nella legge del 29 gennaio 1992. Tale piano prevede la fusione delle società SIP - Società Italiana per l'Esercizio delle Telecomunicazioni, Iritel, Italcable, Telespazio e Società italiana radiomarittima nella nascente Telecom Italia. A seguito dell'approvazione del Ministro delle Poste e Telecomunicazioni, in data 30 luglio 1993, e dei consigli di amministrazione delle cinque società, in data 27-28 settembre, Telecom Italia nasce il 27 luglio 1994. Il 18 luglio 1997 Telecom Italia viene fusa per incorporazione in STET, mantenendone il nome.
Nel giugno 1996 viene lanciata la piattaforma televisiva a pagamento via cavo Stream TV. Il servizio era disponibile solamente nelle case già raggiunte dalla fibra ottica posata per il Progetto SOCRATE.
Il 4 maggio 1998 viene lanciata la versione via satellite di Stream TV, permettendo così l'accesso alla piattaforma anche a tutte le case non raggiunte dal servizio via cavo.
Nei primi mesi del 1999, a causa di contrasti con il consiglio di amministrazione della società, Miro Allione, fondatore della società e in quel momento presidente e amministratore delegato, si dimette e lascia l'azienda.
Nel giugno 1999, in seguito alla cessione di azioni da parte di Telecom Italia, nuovi azionisti entrano nel capitale sociale di Stream, che risulta così ripartito:
- Telecom Italia (35%);
- News Corporation (35%);
- Cecchi Gori Group (18%);
- Società Diritti Sportivi (12%).

A seguito di un aumento di capitale deliberato nel febbraio 2000, nell'aprile 2000 Cecchi Gori Group e Società Diritti Sportivi vendono le proprie azioni ai rimanenti soci suddividendole in parti uguali. Il capitale sociale risulta quindi così ripartito:
- News Corporation (50%);
- Telecom Italia (50%).

Il 31 luglio 2003 Stream S.p.A., insieme alla rivale Telepiù S.p.A. è confluita nella nuova Sky Italia S.r.l.. A partire da quella data cessa di esistere il servizio televisivo via cavo offerto dall'omonima azienda, mentre quello offerto via satellite lascia molti dei suoi contenuti e tutti i suoi abbonati alla neonata Sky Italia.

## Loghi

1993 - 2000[12]
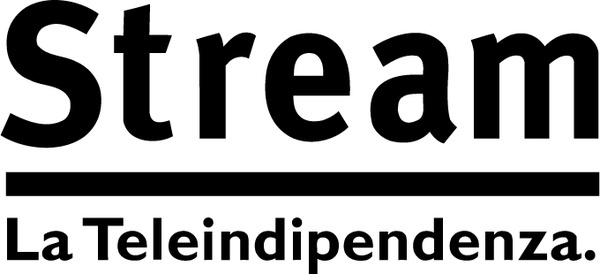
1997 - 2000 (logo alternativo)
2000 - 2003